# Manuel Álvarez
Manuel Álvarez (né le 23 mai 1928 au Chili et mort le 24 août 1998) est un footballeur chilien.